# Lajos Dunai
Lajos Dunai, född 29 november 1942 i Budapest, död 18 december 2000 i Budapest, var en ungersk fotbollsspelare.
Dunai blev olympisk guldmedaljör i fotboll vid sommarspelen 1968 i Mexico City.